# Ulrick Chavas
Ulrick Chavas (* 17. Oktober 1980 in Firminy) ist ein ehemaliger französischer Fußballspieler.

## Karriere
Chavas begann als 18-Jähriger seine Karriere beim Viertligaverein USF Le Puy-en-Velay. 2002 wechselte er zum Zweitligisten FC Toulouse. Dort kam er auf acht Einsätze, konnte sich jedoch nicht dauerhaft etablieren und wurde nach seiner ersten Saison an den FC Sète ausgeliehen. Bei dem Drittligisten kam er aber auch nur auf sechs Einsätze, auch wenn er dabei drei Tore erzielte. Nach dem Ablauf seiner Leihe 2004 kehrte er nicht nach Toulouse zurück, sondern unterschrieb beim Drittligisten Olympique Nîmes. In seiner zweiten Saison wurde er dort zum Stammspieler. 
2007 ging er zum OC Vannes. Nachdem er in der ersten Saison noch regelmäßig in der Drittligamannschaft zum Einsatz gekommen war, spielte er in seiner zweiten Saison nur noch wenig und wechselte zum Ligakonkurrenten AS Moulins. 2010 verließ er den Verein nach einem Jahr wieder und unterschrieb beim FC Martigues. Mit diesem stieg er 2011 von der vierten in die dritte Liga auf. 2012 wechselte er zum Drittligaaufsteiger ES Uzès Pont du Gard, musste dort aber bereits nach einem Jahr den direkten Wiederabstieg in die vierte Liga hinnehmen. Zwar konnte der Verein durch den Zwangsabstieg anderer in der Liga bleiben, doch entschied sich der zu diesem Zeitpunkt 32-Jährige Chavas gleichzeitig für die Beendigung seiner Laufbahn.